# Liste der Nummer-eins-Hits in den britischen Charts (1983)
Dies ist eine Liste der Nummer-eins-Hits in den britischen Charts im Jahr 1983. Sie basiert auf den Official Singles Chart Top 100 und den Official Albums Chart Top 100, die vom Chart Information Network ermittelt wurden. Es gab in diesem Jahr 18 Nummer-eins-Singles und 22 Nummer-eins-Alben.

## Singles
| ← 1982 ← | Liste der Nummer-eins-Hits in den britischen Charts | Liste der Nummer-eins-Hits in den britischen Charts | Liste der Nummer-eins-Hits in den britischen Charts                                                                             | 1984 →                    |
| \| Zeitraum \| Wo. ges. \| Interpret \| Titel Autor(en) \| Zusätzliche Informationen \| \| (Zeitraum, Wochen auf Platz eins, Interpret, Titel, Autor[en], zusätzliche Informationen) \| \| \| \| \| \| ----------------------------------------------------------------------------------------- \| -------- \| ------------------------ \| ------------------------------------------------------------------------------------------------------------------------------- \| ------------------------- \| \| 12. Dezember 1982 – 8. Januar 1983 4 Wochen \| 4 \| Renée and Renato \| Save Your Love John Edward, Susanne Edward \| – \| \| 9. Januar 1983 – 22. Januar 1983 2 Wochen \| 2 \| Phil Collins \| You Can’t Hurry Love Brian Holland, Lamont Herbert Dozier, Eddie Holland \| – \| \| 23. Januar 1983 – 12. Februar 1983 3 Wochen \| 3 \| Men at Work \| Down Under Musik: Colin James Hay, Ronald Graham Strykert; Text: Colin James Hay \| – \| \| 13. Februar 1983 – 26. Februar 1983 2 Wochen \| 2 \| Kajagoogoo \| Too Shy Steven George Askew, Nicholas Beggs, Stuart Croxford Neale, Jeremy Strode, Christopher Hamill \| – \| \| 27. Februar 1983 – 5. März 1983 1 Woche \| 1 \| Michael Jackson \| Billie Jean Michael Joe Jackson, Bernard Belle, Teddy Riley, Rod Temperton \| – \| \| 6. März 1983 – 19. März 1983 2 Wochen \| 2 \| Bonnie Tyler \| Total Eclipse of the Heart Jim Steinman \| – \| \| 20. März 1983 – 2. April 1983 2 Wochen \| 2 \| Duran Duran \| Is There Something I Should Know Nicholas James Bates, Simon John Le Bon, Andrew Taylor, John Nigel Taylor, Roger Andrew Taylor \| – \| \| 3. April 1983 – 23. April 1983 3 Wochen \| 3 \| David Bowie \| Let’s Dance Johnny D. Rodriguez, David Bowie, Kirk Khaleel, Bryce P. Wilson \| – \| \| 24. April 1983 – 21. Mai 1983 4 Wochen \| 4 \| Spandau Ballet \| True Gary James Kemp \| – \| \| 22. Mai 1983 – 28. Mai 1983 1 Woche \| 1 \| New Edition \| Candy Girl Maurice Starr, Michael Jonzun \| – \| \| 29. Mai 1983 – 25. Juni 1983 4 Wochen \| 4 \| The Police \| Every Breath You Take Gordon Matthew Sumner \| – \| \| 26. Juni 1983 – 16. Juli 1983 3 Wochen \| 3 \| Rod Stewart \| Baby Jane Roderick David Stewart, Jay L. Davis \| – \| \| 17. Juli 1983 – 6. August 1983 3 Wochen \| 3 \| Paul Young \| Wherever I Lay My Hat (That’s My Home) Norman Whitfield, Marvin P. Gaye \| – \| \| 7. August 1983 – 27. August 1983 3 Wochen \| 3 \| KC and the Sunshine Band \| Give It Up Harry Wayne Casey, Deborah J. Carter \| – \| \| 28. August 1983 – 17. September 1983 3 Wochen \| 3 \| UB40 \| Red Red Wine Neil Diamond \| – \| \| 18. September 1983 – 29. Oktober 1983 6 Wochen \| 6 \| Culture Club \| Karma Chameleon George Alan O’Dowd, Jonathan Aubrey Moss, Michael Emile Craig, Roy Ernest Hay \| – \| \| 30. Oktober 1983 – 3. Dezember 1983 5 Wochen \| 5 \| Billy Joel \| Uptown Girl Billy Joel \| – \| \| 4. Dezember 1983 – 7. Januar 1984 5 Wochen \| 5 \| The Flying Pickets \| Only You Vincent John Martin \| – \| |                                                     |                                                     | |                           |
| ← 1982 |                                                     |                                                     | | → 1984 →                  |
| Zeitraum | Wo. ges.                                            | Interpret                                           | Titel Autor(en) | Zusätzliche Informationen |
| (Zeitraum, Wochen auf Platz eins, Interpret, Titel, Autor[en], zusätzliche Informationen) |                                                     |                                                     | |                           |
| 12. Dezember 1982 – 8. Januar 1983 4 Wochen | 4                                                   | Renée and Renato                                    | Save Your Love John Edward, Susanne Edward                                                                                      | –                         |
| 9. Januar 1983 – 22. Januar 1983 2 Wochen | 2                                                   | Phil Collins                                        | You Can’t Hurry Love Brian Holland, Lamont Herbert Dozier, Eddie Holland                                                        | –                         |
| 23. Januar 1983 – 12. Februar 1983 3 Wochen | 3                                                   | Men at Work                                         | Down Under Musik: Colin James Hay, Ronald Graham Strykert; Text: Colin James Hay                                                | –                         |
| 13. Februar 1983 – 26. Februar 1983 2 Wochen | 2                                                   | Kajagoogoo                                          | Too Shy Steven George Askew, Nicholas Beggs, Stuart Croxford Neale, Jeremy Strode, Christopher Hamill                           | –                         |
| 27. Februar 1983 – 5. März 1983 1 Woche | 1                                                   | Michael Jackson                                     | Billie Jean Michael Joe Jackson, Bernard Belle, Teddy Riley, Rod Temperton                                                      | –                         |
| 6. März 1983 – 19. März 1983 2 Wochen | 2                                                   | Bonnie Tyler                                        | Total Eclipse of the Heart Jim Steinman                                                                                         | –                         |
| 20. März 1983 – 2. April 1983 2 Wochen | 2                                                   | Duran Duran                                         | Is There Something I Should Know Nicholas James Bates, Simon John Le Bon, Andrew Taylor, John Nigel Taylor, Roger Andrew Taylor | –                         |
| 3. April 1983 – 23. April 1983 3 Wochen | 3                                                   | David Bowie                                         | Let’s Dance Johnny D. Rodriguez, David Bowie, Kirk Khaleel, Bryce P. Wilson                                                     | –                         |
| 24. April 1983 – 21. Mai 1983 4 Wochen | 4                                                   | Spandau Ballet                                      | True Gary James Kemp | –                         |
| 22. Mai 1983 – 28. Mai 1983 1 Woche | 1                                                   | New Edition                                         | Candy Girl Maurice Starr, Michael Jonzun                                                                                        | –                         |
| 29. Mai 1983 – 25. Juni 1983 4 Wochen | 4                                                   | The Police                                          | Every Breath You Take Gordon Matthew Sumner                                                                                     | –                         |
| 26. Juni 1983 – 16. Juli 1983 3 Wochen | 3                                                   | Rod Stewart                                         | Baby Jane Roderick David Stewart, Jay L. Davis                                                                                  | –                         |
| 17. Juli 1983 – 6. August 1983 3 Wochen | 3                                                   | Paul Young                                          | Wherever I Lay My Hat (That’s My Home) Norman Whitfield, Marvin P. Gaye                                                         | –                         |
| 7. August 1983 – 27. August 1983 3 Wochen | 3                                                   | KC and the Sunshine Band                            | Give It Up Harry Wayne Casey, Deborah J. Carter                                                                                 | –                         |
| 28. August 1983 – 17. September 1983 3 Wochen | 3                                                   | UB40                                                | Red Red Wine Neil Diamond | –                         |
| 18. September 1983 – 29. Oktober 1983 6 Wochen | 6                                                   | Culture Club                                        | Karma Chameleon George Alan O’Dowd, Jonathan Aubrey Moss, Michael Emile Craig, Roy Ernest Hay                                   | –                         |
| 30. Oktober 1983 – 3. Dezember 1983 5 Wochen | 5                                                   | Billy Joel                                          | Uptown Girl Billy Joel | –                         |
| 4. Dezember 1983 – 7. Januar 1984 5 Wochen | 5                                                   | The Flying Pickets                                  | Only You Vincent John Martin | –                         |

## Alben
| ← 1982 ← | Liste der Nummer-eins-Hits in den britischen Charts | Liste der Nummer-eins-Hits in den britischen Charts | Liste der Nummer-eins-Hits in den britischen Charts | 1984 →                    |
| \| Zeitraum \| Wo. ges. \| Interpret \| Titel \| Zusätzliche Informationen \| \| (Zeitraum, Wochen auf Platz eins, Interpret, Titel, zusätzliche Informationen) \| \| \| \| \| \| ------------------------------------------------------------------------------ \| -------- \| -------------------------------- \| ------------------------------ \| ------------------------- \| \| 28. November 1982 – 8. Januar 1983 6 Wochen \| 6 \| John Lennon \| The John Lennon Collection \| – \| \| 9. Januar 1983 – 22. Januar 1983 2 Wochen \| 2 \| (Verschiedene Interpreten) \| Raiders of the Pop Charts \| – \| \| 23. Januar 1983 – 27. Februar 1983 6 Wochen \| 6 \| Men at Work \| Business as Usual \| – \| \| 28. Februar 1983 – 5. März 1983 1 Woche (insgesamt 8) \| 8 \| Michael Jackson \| Thriller \| – \| \| 6. März 1983 – 12. März 1983 1 Woche \| 1 \| U2 \| War \| – \| \| 13. März 1983 – 19. März 1983 1 Woche (insgesamt 8) \| 8 \| Michael Jackson \| Thriller \| – \| \| 20. März 1983 – 26. März 1983 1 Woche \| 1 \| Tears for Fears \| The Hurting \| – \| \| 27. März 1983 – 9. April 1983 2 Wochen \| 2 \| Pink Floyd \| The Final Cut \| – \| \| 10. April 1983 – 16. April 1983 1 Woche \| 1 \| Bonnie Tyler \| Faster Than the Speed of Night \| – \| \| 17. April 1983 – 7. Mai 1983 3 Wochen \| 3 \| David Bowie \| Let’s Dance \| – \| \| 8. Mai 1983 – 14. Mai 1983 1 Woche \| 1 \| Spandau Ballet \| True \| – \| \| 15. Mai 1983 – 18. Juni 1983 5 Wochen (insgesamt 8) \| 8 \| Michael Jackson \| Thriller \| – \| \| 19. Juni 1983 – 2. Juli 1983 2 Wochen \| 2 \| The Police \| Synchronicity \| – \| \| 3. Juli 1983 – 16. Juli 1983 2 Wochen \| 2 \| Wham! \| Fantastic \| – \| \| 17. Juli 1983 – 30. Juli 1983 2 Wochen \| 2 \| Yazoo \| You and Me Both \| – \| \| 31. Juli 1983 – 13. August 1983 2 Wochen (insgesamt 3) \| 3 \| The Beach Boys \| The Very Best Of \| – \| \| 14. August 1983 – 3. September 1983 3 Wochen \| 3 \| Michael Jackson/The Jackson Five \| 18 Greatest Hits \| – \| \| 4. September 1983 – 10. September 1983 1 Woche (insgesamt 3) \| 3 \| The Beach Boys \| The Very Best Of \| – \| \| 11. September 1983 – 17. September 1983 1 Woche (insgesamt 5) \| 5 \| Paul Young \| No Parlez \| – \| \| 18. September 1983 – 24. September 1983 1 Woche \| 1 \| UB40 \| Labour of Love \| – \| \| 25. September 1983 – 8. Oktober 1983 2 Wochen (insgesamt 5) \| 5 \| Paul Young \| No Parlez \| – \| \| 9. Oktober 1983 – 15. Oktober 1983 1 Woche \| 1 \| Genesis \| Genesis \| – \| \| 16. Oktober 1983 – 5. November 1983 3 Wochen (insgesamt 5) \| 5 \| Culture Club \| Colour by Numbers \| – \| \| 6. November 1983 – 12. November 1983 1 Woche (insgesamt 3) \| 3 \| Lionel Richie \| Can’t Slow Down \| – \| \| 13. November 1983 – 26. November 1983 2 Wochen (insgesamt 5) \| 5 \| Culture Club \| Colour by Numbers \| – \| \| 27. November 1983 – 3. Dezember 1983 1 Woche \| 1 \| Duran Duran \| Seven and the Ragged Tiger \| – \| \| 4. Dezember 1983 – 10. Dezember 1983 1 Woche (insgesamt 5) \| 5 \| Paul Young \| No Parlez \| – \| \| 11. Dezember 1983 – 7. Januar 1984 4 Wochen (insgesamt 5) \| 5 \| (Verschiedene Interpreten) \| Now, That’s What I Call Music \| – \| |                                                     |                                                     |                                                     |                           |
| ← 1982 |                                                     |                                                     |                                                     | → 1984 →                  |
| Zeitraum | Wo. ges.                                            | Interpret                                           | Titel                                               | Zusätzliche Informationen |
| (Zeitraum, Wochen auf Platz eins, Interpret, Titel, zusätzliche Informationen) |                                                     |                                                     |                                                     |                           |
| 28. November 1982 – 8. Januar 1983 6 Wochen | 6                                                   | John Lennon                                         | The John Lennon Collection                          | –                         |
| 9. Januar 1983 – 22. Januar 1983 2 Wochen | 2                                                   | (Verschiedene Interpreten)                          | Raiders of the Pop Charts                           | –                         |
| 23. Januar 1983 – 27. Februar 1983 6 Wochen | 6                                                   | Men at Work                                         | Business as Usual                                   | –                         |
| 28. Februar 1983 – 5. März 1983 1 Woche (insgesamt 8) | 8                                                   | Michael Jackson                                     | Thriller                                            | –                         |
| 6. März 1983 – 12. März 1983 1 Woche | 1                                                   | U2                                                  | War                                                 | –                         |
| 13. März 1983 – 19. März 1983 1 Woche (insgesamt 8) | 8                                                   | Michael Jackson                                     | Thriller                                            | –                         |
| 20. März 1983 – 26. März 1983 1 Woche | 1                                                   | Tears for Fears                                     | The Hurting                                         | –                         |
| 27. März 1983 – 9. April 1983 2 Wochen | 2                                                   | Pink Floyd                                          | The Final Cut                                       | –                         |
| 10. April 1983 – 16. April 1983 1 Woche | 1                                                   | Bonnie Tyler                                        | Faster Than the Speed of Night                      | –                         |
| 17. April 1983 – 7. Mai 1983 3 Wochen | 3                                                   | David Bowie                                         | Let’s Dance                                         | –                         |
| 8. Mai 1983 – 14. Mai 1983 1 Woche | 1                                                   | Spandau Ballet                                      | True                                                | –                         |
| 15. Mai 1983 – 18. Juni 1983 5 Wochen (insgesamt 8) | 8                                                   | Michael Jackson                                     | Thriller                                            | –                         |
| 19. Juni 1983 – 2. Juli 1983 2 Wochen | 2                                                   | The Police                                          | Synchronicity                                       | –                         |
| 3. Juli 1983 – 16. Juli 1983 2 Wochen | 2                                                   | Wham!                                               | Fantastic                                           | –                         |
| 17. Juli 1983 – 30. Juli 1983 2 Wochen | 2                                                   | Yazoo                                               | You and Me Both                                     | –                         |
| 31. Juli 1983 – 13. August 1983 2 Wochen (insgesamt 3) | 3                                                   | The Beach Boys                                      | The Very Best Of                                    | –                         |
| 14. August 1983 – 3. September 1983 3 Wochen | 3                                                   | Michael Jackson/The Jackson Five                    | 18 Greatest Hits                                    | –                         |
| 4. September 1983 – 10. September 1983 1 Woche (insgesamt 3) | 3                                                   | The Beach Boys                                      | The Very Best Of                                    | –                         |
| 11. September 1983 – 17. September 1983 1 Woche (insgesamt 5) | 5                                                   | Paul Young                                          | No Parlez                                           | –                         |
| 18. September 1983 – 24. September 1983 1 Woche | 1                                                   | UB40                                                | Labour of Love                                      | –                         |
| 25. September 1983 – 8. Oktober 1983 2 Wochen (insgesamt 5) | 5                                                   | Paul Young                                          | No Parlez                                           | –                         |
| 9. Oktober 1983 – 15. Oktober 1983 1 Woche | 1                                                   | Genesis                                             | Genesis                                             | –                         |
| 16. Oktober 1983 – 5. November 1983 3 Wochen (insgesamt 5) | 5                                                   | Culture Club                                        | Colour by Numbers                                   | –                         |
| 6. November 1983 – 12. November 1983 1 Woche (insgesamt 3) | 3                                                   | Lionel Richie                                       | Can’t Slow Down                                     | –                         |
| 13. November 1983 – 26. November 1983 2 Wochen (insgesamt 5) | 5                                                   | Culture Club                                        | Colour by Numbers                                   | –                         |
| 27. November 1983 – 3. Dezember 1983 1 Woche | 1                                                   | Duran Duran                                         | Seven and the Ragged Tiger                          | –                         |
| 4. Dezember 1983 – 10. Dezember 1983 1 Woche (insgesamt 5) | 5                                                   | Paul Young                                          | No Parlez                                           | –                         |
| 11. Dezember 1983 – 7. Januar 1984 4 Wochen (insgesamt 5) | 5                                                   | (Verschiedene Interpreten)                          | Now, That’s What I Call Music                       | –                         |

Die Angaben basieren auf den offiziellen Verkaufshitparaden des Chart Information Networks für das Vereinigte Königreich. Die Datumsangaben beziehen sich auf das Gültigkeitsdatum der Charts, also jeweils die auf die Verkaufswoche folgende Woche.

## Jahreshitparaden
| ← 1982 ← | Liste der Nummer-eins-Hits in den britischen Charts | Liste der Nummer-eins-Hits in den britischen Charts | Liste der Nummer-eins-Hits in den britischen Charts | 1984 →   |
| \| Singles \| Position# \| Alben \| \| ---------------------------------------------------------------------------------------------------------- \| --------- \| ------------------------------------------ \| \| Karma Chameleon Culture Club George Alan O’Dowd, Jonathan Aubrey Moss, Michael Emile Craig, Roy Ernest Hay \| 1 \| Thriller Michael Jackson \| \| Uptown Girl Billy Joel \| 2 \| Let’s Dance David Bowie \| \| Red Red Wine UB40 Neil Diamond \| 3 \| Colour by Numbers Culture Club \| \| Let’s Dance David Bowie Johnny D. Rodriguez, David Bowie, Kirk Khaleel, Bryce P. Wilson \| 4 \| No Parlez Paul Young \| \| Total Eclipse of the Heart Bonnie Tyler Jim Steinman \| 5 \| True Spandau Ballet \| \| Down Under Men at Work Musik: Colin James Hay, Ronald Graham Strykert; Text: Colin James Hay \| 6 \| Fantastic! Wham! \| \| Billie Jean Michael Jackson Michael Joe Jackson, Bernard Belle, Teddy Riley, Rod Temperton \| 7 \| Business as Usual Men at Work \| \| True Spandau Ballet Gary James Kemp \| 8 \| Synchronicity The Police \| \| All Night Long (All Night) Lionel Richie Lionel B. Richie \| 9 \| Genesis \| \| You Can’t Hurry Love Phil Collins Brian Holland, Lamont Herbert Dozier, Eddie Holland \| 10 \| Sweet Dreams (Are Made of This) Eurythmics \| |                                                     |                                                     |                                                     |          |
| ← 1982 |                                                     |                                                     |                                                     | → 1984 → |
| Singles | Position#                                           | Alben                                               |                                                     |          |
| Karma Chameleon Culture Club George Alan O’Dowd, Jonathan Aubrey Moss, Michael Emile Craig, Roy Ernest Hay | 1                                                   | Thriller Michael Jackson                            |                                                     |          |
| Uptown Girl Billy Joel | 2                                                   | Let’s Dance David Bowie                             |                                                     |          |
| Red Red Wine UB40 Neil Diamond | 3                                                   | Colour by Numbers Culture Club                      |                                                     |          |
| Let’s Dance David Bowie Johnny D. Rodriguez, David Bowie, Kirk Khaleel, Bryce P. Wilson | 4                                                   | No Parlez Paul Young                                |                                                     |          |
| Total Eclipse of the Heart Bonnie Tyler Jim Steinman | 5                                                   | True Spandau Ballet                                 |                                                     |          |
| Down Under Men at Work Musik: Colin James Hay, Ronald Graham Strykert; Text: Colin James Hay | 6                                                   | Fantastic! Wham!                                    |                                                     |          |
| Billie Jean Michael Jackson Michael Joe Jackson, Bernard Belle, Teddy Riley, Rod Temperton | 7                                                   | Business as Usual Men at Work                       |                                                     |          |
| True Spandau Ballet Gary James Kemp | 8                                                   | Synchronicity The Police                            |                                                     |          |
| All Night Long (All Night) Lionel Richie Lionel B. Richie | 9                                                   | Genesis                                             |                                                     |          |
| You Can’t Hurry Love Phil Collins Brian Holland, Lamont Herbert Dozier, Eddie Holland | 10                                                  | Sweet Dreams (Are Made of This) Eurythmics          |                                                     |          |